# Vanessa flavomaculata
Vanessa flavomaculata är en fjärilsart som beskrevs av Barend J. Lempke 1939. Vanessa flavomaculata ingår i släktet Vanessa och familjen praktfjärilar. Inga underarter finns listade i Catalogue of Life.